# Estación de fruticultura de Madridanos
La Estación de fruticultura de Madridanos es una  conservación de las variedades locales de frutales de la Comunidad de Castilla y León depende administrativamente de la Diputación de Zamora conjuntamente con el "Instituto Tecnológico Agrario de Castilla y León" (ITACYL) de la Consejería de Agricultura y Ganadería y con la Universidad de Salamanca. Actualmente la Estación de fruticultura de Madridanos reúne varias colecciones de variedades cultivares de manzano (Malus domestica) y perales, así como de otras variedades frutales.

## Historia
En 2009 la Diputación de Zamora acuerda la compra de terrenos en Madridanos con la perspectiva de crear un banco de germoplasma de variedades frutícolas tradicionales de Castilla y León, para proporcionar una información práctica a los agricultores y de efectuar diversas experiencias y ensayos agrícolas.
Pese a que el proyecto nació para recuperar variedades de varios tipos de fruta, lo cierto es que han sido el manzano y el peral los elegidos para realizar los primeros trabajos.

## Colecciones frutales
Entre las variedades frutícolas se encuentran 38 variedades de manzanos procedentes de distintos puntos de la Comunidad Autónoma:
- 16 variedades procedentes de las localidades de San Justo, San Juan de la Cuesta, Hermisende, Robleda y Robleda de Sanabria (Zamora): 'Negra', 'Blanquilla', 'Camuesa', 'de asar en Manteca', 'Reineta', 'de Clemente', 'Muelle Dulce Temprana', 'Sotilla de San Justo', 'Viti', 'Repinaldo de Rabo Largo', 'Muelle Colorada', 'Reineta Cunqueira', 'Reineta Real', Morro de Liebre', 'Reineta Colorada' y 'Verde Doncella'.
- 8 variedades procedentes de las localidades de  Almázcara, Villamartín del Sil, Fuentes Nuevas y Toral de Merayo de la comarca de El Bierzo (León) : 'Morro de Liebre', 'Verde Doncella', 'Reineta Roja', 'Calabazal de Almázcara', 'Calabazal de Toral', 'Hortel', 'Reineta Verde' y otra, de nombre desconocido.
- 5 variedades procedentes de la localidad de Hoyos del Condado (Ávila): camuesa, 'Sangre de Toro', dulce de limón, 'Reineta Blanca' y 'Reineta Verde'.
- 4 variedades procedentes de las localidades de Losacio y Puercas de la comarca de Aliste (Zamora): 'Morro de Liebre', 'Verde Doncella', 'Camuesa' y 'Manzana de las Calabazas'.
- 2 variedades procedentes de la localidad de Castrillo de Villavega (Palencia): manzana 'de Constancio' y otra, de nombre desconocido.
- 3 variedades procedentes de la localidad de Peñacaballera (Salamanca): 'Blanquilla', 'Verde Doncella' y 'Melapio de Peñacaballera'.[1]

## Objetivo de la colección
Su principal objetivo es contribuir a la conservación ex situ de variedades de manzanos procedentes del rastreo en Comunidad de Castilla y León, para evitar la erosión genética.